# 92 (liczba)
92 (dziewięćdziesiąt dwa) – liczba naturalna następująca po 91 i poprzedzająca 93.

## 92 w nauce
- liczba atomowa uranu
- obiekt na niebie Messier 92
- galaktyka NGC 92
- planetoida (92) Undina

## 92 w kalendarzu
92. dniem w roku jest 2 kwietnia (w latach przestępnych jest to 1 kwietnia). Zobacz też co wydarzyło się w roku 92.